# Frédéric de Hesse-Eschwege
Frédéric de Hesse-Eschwege est un prince allemand de la maison de Hesse né le 9 mai 1617 à Cassel et mort le 24 septembre 1655 près de Poznań. Il porte le titre de landgrave de Hesse-Eschwege de 1632 à sa mort, sous la suzeraineté de la Hesse-Cassel.

## Biographie
Frédéric est le huitième fils du landgrave Maurice de Hesse-Cassel, le quatrième issu de son second mariage avec Julienne de Nassau-Dillenbourg. Son père lui lègue l'apanage d'Eschwege.
Frédéric fait carrière dans l'armée suédoise durant la Première guerre du Nord. Il trouve la mort en Pologne au service du roi Charles X Gustave. Comme il ne laisse pas de fils pour lui succéder, Eschwege revient à son frère Ernest, le landgrave de Hesse-Rheinfels.

## Mariage et descendance
Frédéric se marie le 8 septembre 1646 à Stockholm avec la princesse Éléonore-Catherine de Deux-Ponts-Cleebourg (1626-1692), fille du comte palatin Jean-Casimir de Deux-Ponts-Cleebourg et de Catherine Vasa, et donc sœur du roi de Suède Charles X Gustave. Ils ont six enfants :
- Marguerite (née et morte en 1647) ;
- Christine de Hesse-Eschwege (1649-1702), épouse le duc Ferdinand-Albert Ier de Brunswick-Wolfenbüttel-Bevern (1636-1687) ;
- Élisabeth (1650-1651) ;
- Julienne de Hesse-Eschwege (1652-1693), épouse en 1680 Johann Jakob Marchand, titré baron de Lilienburg (1656-1703) ;
- Charlotte (1653-1708), épouse en premières noces le prince Auguste de Saxe-Weissenfels (1650-1674), puis en secondes noces le comte Jean-Adolphe de Bentheim-Tecklembourg (1637-1704, divorcés en 1693) ;
- Frédéric (1654-1655).